# Cumbres del Guadalfeo
Vino de la Tierra Cumbres del Guadalfeo (anteriormente conocida como Vino de la Tierra Contraviesa-Alpujarra) es una indicación geográfica utilizada para designar los vinos con derecho a la mención tradicional Vino de la Tierra de la zona vitícola granadina de la Alpujarra occidental, que abarca los términos municipales de Albondón, Albuñol, Almegíjar, Cádiar, Cástaras, Lobras, Murtas, Polopos, Rubite, Sorvilán, Torvizcón, Turón y Ugíjar, en la España.
Esta indicación geográfica fue reglamentada en 2004

## Variedades de uva
Son vinos elaborados con las variedades tintas: Garnacha Tinta, Cabernet Franc, Pinot Noir, Syrah, Cabernet Sauvignon, Tempranillo y Merlot, y con las blancas: Jaén blanco, Montúa, Perruno, Vijiriego, Pedro Ximénez, Chardonnay y Moscatel.

## Tipos de vino
- Blancos: color amarillo pajizo, con notas afrutadas, suave y aterciopelado al paladar.
- Rosados: color desde el rosa pálido al rosa fresa. Intensidad media, finos y de carácter afrutado.
- Tintos: color rojo cereza brillante, aromáticos, con poca acidez y gran cuerpo.

## Bodegas

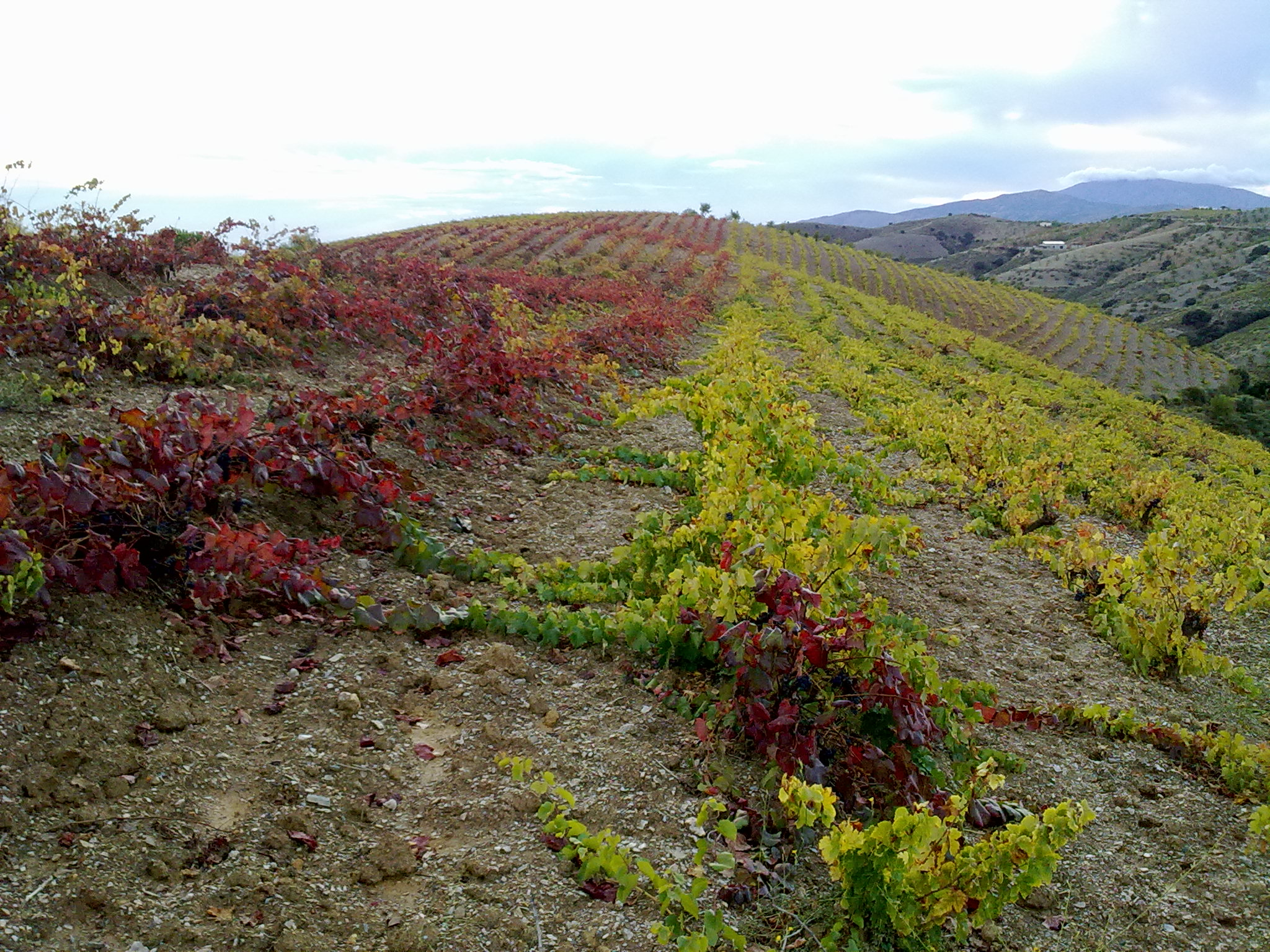
Viñedos cerca de Murtas.

- Dominio Buenavista SL.
- Bodega El Sotillo
- Bodega 4 Vientos
- Bodega Barranco Oscurro
- Los García de Verdevique
- Los Pinillos